# Clayton South
Clayton South är en del av en befolkad plats i Australien. Den ligger i kommunen Kingston och delstaten Victoria, omkring 19 kilometer sydost om delstatshuvudstaden Melbourne. Antalet invånare är 11 600.
Runt Clayton South är det mycket tätbefolkat, med 1 411 invånare per kvadratkilometer.. Närmaste större samhälle är Melbourne, omkring 19 kilometer nordväst om Clayton South. 
Runt Clayton South är det i huvudsak tätbebyggt. Genomsnittlig årsnederbörd är 1 244 millimeter. Den regnigaste månaden är juli, med i genomsnitt 140 mm nederbörd, och den torraste är januari, med 49 mm nederbörd.